# Venga Juan
Venga Juan es una serie de televisión española producida por 100 balas que se emite en HBO Max. Esta protagonizada por Javier Cámara y María Pujalte. Se estrenó el 28 de noviembre de 2021. Es la tercera temporada y continuación de la serie Vota Juan (1ª temporada) y Vamos Juan (2ª temporada).

## Sinopsis
Continuación de 'Vota Juan' (2019) y 'Vamos Juan' (2020) que sigue al político Juan Carrasco. En esta tercera entrega, Juan ha llegado al pico más alto de su carrera. Gracias a las puertas giratorias, tiene un despacho espectacular, ha adelgazado diez kilos y, sobre todo, tiene pelo. En la nueva vida de Juan hay espacio para muchas cosas, pero no para su mujer Paula, su hija Eva y su antigua jefa de prensa, Macarena. Todo se viene abajo cuando reaparece en su vida lo único de lo que nadie se puede librar nunca: Logroño. Unos papeles que involucran a Juan en una trama de corrupción municipal marcan el pistoletazo de salida para evitar su ingreso en prisión. Una huida frenética para borrar su pasado en Logroño... y, en el camino, darse cuenta de que lo que falla es su presente.

## Reparto

### Temporada única (2021)

#### Reparto principal
- Javier Cámara - Juan Carrasco
- María Pujalte - Macarena Lombardo
- Adam Jezierski - Víctor Sanz
- Esty Quesada - Eva Carrasco
- Yaël Belicha - Paula
- Cristóbal Suárez - Ignacio "Nacho" Recalde

##### Con la colaboración especial de
- Joaquín Climent - Luis Vallejo